# Country (film)
Country è un film del 1984 diretto da Richard Pearce.

## Trama
Una famiglia dell'Iowa è in gravi difficoltà economiche e indebita con lo stato. La madre prende in mano la situazione e resiste.

## Riconoscimenti
- 1985 - Premio Oscar
  - Nomination Miglior attrice protagonista a Jessica Lange
- 1985 - Golden Globe
  - Nomination Miglior attrice in un film drammatico a Jessica Lange